# Орлова, Людмила Георгиевна
Людми́ла Гео́ргиевна Орло́ва (до 2004 года — Губайду́ллина; род. 30 марта 1956) — советский и российский тренер высшей категории по академической гребле. Почётный гражданин Пестовского района (2010).

## Биография
Родилась 30 марта 1956 года. Мастер спорта СССР международного класса по академической гребле. Семикратная чемпионка мира среди мастеров, бронзовый призёр Всемирных игр мастеров 1998 года в Портленде. Была замужем за Владимиром Александровичем Губайдуллиным.
В 1986 году переехала в Пестово, где при лесокомбинате создала секцию по академической гребле, позже ставшую МОУДОД «Детско-юношеская спортивная школа» специализированного отделения академической гребли. В ней Орлова работала тренером многие годы, пока не перешла в КСДЮСШОР «Олимп» в Великом Новгороде.
В 2004 году статья об Орловой была опубликована в энциклопедии «Лучшие люди России».
За свою тренерскую карьеру воспитала 1 мастера спорта международного класса и 4 мастеров спорта. Наиболее высоких результатов среди её воспитанников добились:
- Юлия Александрова — серебряный (1998) и бронзовый (1999) призёр чемпионатов мира[3],
- Наталья Варфоломеева — бронзовый призёр Универсиады 2013 года, чемпионка России 2014 года[4][5][6],
- Владимир Варфоломеев — чемпион России 2004 года[7].

## Награды и звания
- Почётный знак «За заслуги в развитии физической культуры и спорта».
- Юбилейная медаль «К 1150-летию Великого Новгорода».
- Почётный гражданин Пестовского района (2010)[8].
- Знак «За заслуги перед Новгородской областью» (2014)[9].
- Государственная награда «Заслуженный работник физической культуры» (2024).